# Haus (Áustria)
Haus é um município da Áustria, situado no distrito de Liezen (subdistrito de Gröbming), no estado da Estíria. Tem 82,5 km² de área e sua população em 2019 foi estimada em 2.427 habitantes.